# Ievgueni Ieliseïev
Pour les articles homonymes, voir Elisseïev.
Ievgueni Ivanovitch Ieliseïev (en russe : Евгений Иванович Елисеев) est un footballeur et entraîneur de football soviétique né le 7 janvier 1909 (ou 25 décembre 1908 dans le calendrier julien) à Moscou et mort le 21 août 1999 à Saint-Pétersbourg.

## Biographie

### Carrière de joueur
Amateur de sports durant sa jeunesse, en particulier le football, Ievgueni Ieliseïev intègre à l'âge de quatorze ans les rangs de l'équipe amateur du SKZ dans sa ville natale de Moscou en 1922 puis du Krasnaïa Roza un an plus tard. En 1926, il rejoint le club du Triokhgorka avec lequel il dispute le championnat de Moscou. En proie à des problèmes de logement, il déménage en 1931 à Léningrad pour travailler dans les chantiers navals de la Baltique où il joue pour l'équipe associée du Baltvod durant la première moitié des années 1930. Ses performances lui permettent notamment d'intégrer la sélection municipale avec laquelle il dispute plusieurs tournois contre les autres grandes villes du pays, ainsi que la sélection soviétique dans le cadre de trois rencontres amicales officieuses contre la Turquie entre 1931 et 1933.
En 1936, au moment de la fondation du championnat soviétique, Ieliseïev est recruté par le Dinamo Moscou avec lequel il fait ses débuts face au Dinamo Kiev le 24 mai 1936. Il dispute par la suite l'ensemble des six matchs de la première saison qui s'achève par la victoire des siens. Il remporte ensuite le titre à deux autres reprises en 1937 et 1940, ainsi qu'une Coupe d'Union soviétique en 1937. Ses performances avec le Dinamo lui valent de plus d'être nommé dans la liste des 55 meilleurs joueurs du championnat au poste de milieu gauche.
Gravement blessé en 1940, il n'apparaît plus au sein de l'équipe première et travaille par la suite comme répartiteur pour le compte du Ministère de la sécurité de l'État pendant la Seconde Guerre mondiale.
Après la fin de la guerre, Ieliseïev est invité par le président du Conseil des ministres de la RSS de Biélorussie Panteleïmon Ponomarenko pour rejoindre le Dinamo Minsk où il occupe pendant un temps le poste d'entraîneur-joueur, disputant cinq rencontres de championnat au début de la saison 1945 avant d'arrêter définitivement sa carrière de joueur à l'âge de 36 ans.

### Carrière d'entraîneur
Pour sa première saison comme entraîneur, Ieliseïev amène le Dinamo à la neuvième place du championnat 1945 avant de finir onzième et avant-dernier l'année suivante. Retournant par la suite à Moscou où il devient l'un des entraîneurs du Conseil central de la société Dynamo. Dans le cadre de cet engagement, il est envoyé en 1947 à Riga pour y entraîneur l'équipe locale du Dinamo qui vient alors d'intégrer la deuxième division. Sa première année le voit atteindre la troisième place de son groupe avant de finir deuxième lors de l'exercice 1948 puis de quitter ses fonctions.
Il reste par la suite en activité sur Riga en prenant cette fois la tête du Daugava Riga qu'il dirige pendant cinq saisons entre 1949 à 1953, dont quatre au sein de la première division que le club découvre alors. Durant cette période, il assiste brièvement Boris Arkadiev à la tête de la sélection soviétique entre février et avril 1952, peu avant les Jeux olympiques d'été mais est écarté peu avant le début du tournoi.
En 1955, Ieliseïev est envoyé à Léningrad par le Comité des Sports soviétique pour prendre la tête du club du Zénith, mais où il se retrouve finalement principal adjoint de Nikolaï Lioukchinov (en) pendant la 1955. Il retourne ensuite à Riga l'année suivante où il reprend la tête du Daugava pendant deux ans ponctués de deux placements dans le bas de tableau de la deuxième division.
Au début de l'année 1958, il est nommé à la tête du Lokomotiv Moscou, club avec lequel il connaît son « heure de gloire » en finissant deuxième de la première division en 1959, à deux points du Dinamo Moscou, ce qui constitue la meilleure performance de l'équipe dans le championnat soviétique. Il repart ensuite pour Riga où il entraîne le REZ au deuxième échelon lors de la saison 1960.
En 1961, Ieliseïev est une nouvelle fois appelé pour diriger le Zénith Léningrad où il devient cette fois entraîneur principal. Sous ses ordres, l'équipe atteint notamment les demi-finales de la coupe nationale cette même année et termine sixième du championnat à trois points du podium en 1963. De mauvais débuts lors de la saison 1964 amènent cependant à son renvoi au cours de l'été.
Après ce départ, il s'en va pour Kharkov où il entraîne l'équipe de l'Avangard au deuxième échelon entre 1965 et 1966, manquant de peu la promotion lors de cette première année. Il revient par la suite brièvement au Zénith Léningrad en tant qu'adjoint d'Arkadi Alov (en) tandis que le club termine dernier du championnat de première division.
Dirigeant le Pakhtakor Tachkent durant l'année 1968, il l'amène notamment à sa seule et unique finale de Coupe d'Union soviétique, finalement perdue face au Torpedo Moscou. En championnat, l'équipe est confrontée à plusieurs blessures majeures qui l'empêchent de faire mieux qu'une place de dix-septième, Ieliseïev n'étant pas retenu pour la saison suivante.
Après une dernière année en Ouzbékistan au Politotdel Tachkent lors de l'exercice 1969, Ieliseïev choisit de mettre un terme à sa carrière d'entraîneur et rentre à Léningrad où il travaille comme formateur dans des écoles de sports pour jeunes. Il meurt finalement dans cette même ville, devenue entre-temps Saint-Pétersbourg, à l'âge de 90 ans le 21 août 1999.

## Statistiques de joueur
| Saison                | Club                  | Championnat           | Championnat | Championnat | Coupe(s) nationale(s) | Coupe(s) nationale(s) | Total | Total |
| Saison                | Club                  | Division              | M.          | B.          | M.                    | B.                    | M.    | B.    |
| 1936                  | Dinamo Moscou         | D1                    | 13          | 2           | 1                     | 1                     | 14    | 3     |
| 1937                  | Dinamo Moscou         | D1                    | 16          | 0           | 7                     | 0                     | 23    | 0     |
| 1938                  | Dinamo Moscou         | D1                    | 15          | 3           | 1                     | 0                     | 16    | 3     |
| 1939                  | Dinamo Moscou         | D1                    | 13          | 0           | -                     | -                     | 13    | 0     |
| 1940                  | Dinamo Moscou         | D1                    | 8           | 1           | -                     | -                     | 8     | 1     |
| 1945                  | Dinamo Minsk          | D1                    | 5           | 0           | -                     | -                     | 5     | 0     |
| Total sur la carrière | Total sur la carrière | Total sur la carrière | 70          | 6           | 9                     | 1                     | 79    | 7     |

## Palmarès
| Dinamo Moscou - Champion d'Union soviétique (3) : - Champion : 1936 (Printemps), 1937 et 1940. - Coupe d'Union soviétique (1) : - Vainqueur : 1937. |  | \| Lokomotiv Moscou - Championnat d'Union soviétique : - Vice-champion : 1959. \| \| Pakhtakor Tachkent - Coupe d'Union soviétique : - Finaliste : 1967-68. \| |
| Lokomotiv Moscou - Championnat d'Union soviétique : - Vice-champion : 1959.                                                                         |  | Pakhtakor Tachkent - Coupe d'Union soviétique : - Finaliste : 1967-68.                                                                                         |